# Maratona aquática no Campeonato Mundial de Esportes Aquáticos de 2015 - 5 km masculino
Os 5 km da Maratona Aquática masculina é evento do Campeonato Mundial de Esportes Aquáticos de 2015 que foi realizada as 13:00 horas (horário local) do dia 25 de julho de 2015 na cidade de Cazã, na Rússia. 

## Medalhistas
| Ouro          | Prata             | Bronze              |
| Chad Ho (RSA) | Rob Muffels (GER) | Matteo Furlan (ITA) |

## Resultados
| Pos.              | Nadador              | Nacionalidade          | Tempo     |
| ----------------- | -------------------- | ---------------------- | --------- |
| Medalha de ouro   | Chad Ho              | África do Sul          | 55:17.6   |
| Medalha de prata  | Rob Muffels          | Alemanha               | 55:17.6   |
| Medalha de bronze | Matteo Furlan        | Itália                 | 55:20.0   |
| 4                 | Evgeny Drattsev      | Rússia                 | 55:20.4   |
| 5                 | Florian Wellbrock    | Alemanha               | 55:20.6   |
| 6                 | David Heron          | Estados Unidos         | 55:20.7   |
| 7                 | Celeb Hughes         | Reino Unido            | 55:21.9   |
| 8                 | Mario Sanzullo       | Itália                 | 55:22.7   |
| 9                 | Victor Colonese      | Brasil                 | 55:24.4   |
| 10                | Antonio Arroyo       | Espanha                | 55:24.6   |
| 11                | Alex Meyer           | Estados Unidos         | 55:25.3   |
| 12                | Sergey Bolshakov     | Rússia                 | 55:25.3   |
| 13                | Márk Papp            | Hungria                | 55:25.3   |
| 14                | Samuel de Bona       | Brasil                 | 55:25.9   |
| 15                | Ivan Enderica Ochoa  | Equador                | 55:26.3   |
| 16                | Nico Manoussakis     | África do Sul          | 55:26.5   |
| 17                | David Aubry          | França                 | 55:28.5   |
| 18                | Ján Kútnik           | Chéquia                | 55:28.8   |
| 19                | Dániel Székelyi      | Hungria                | 55:28.9   |
| 20                | Jarrod Poort         | Austrália              | 55:31.1   |
| 21                | Ihor Snitko          | Ucrânia                | 55:31.7   |
| 22                | Axel Reymond         | França                 | 55:31.8   |
| 23                | Tom Allen            | Reino Unido            | 55:32.0   |
| 24                | Ihor Chervynskyi     | Ucrânia                | 55:32.2   |
| 25                | Santiago Enderica    | Equador                | 55:32.3   |
| 26                | Yuval Safra          | Israel                 | 55:33.2   |
| 27                | Antonios Fokaidis    | Grécia                 | 55:33.6   |
| 28                | Vasco Gaspar         | Portugal               | 55:36.4   |
| 29                | Vít Ingeduld         | Chéquia                | 55:38.5   |
| 30                | Tamás Farkas         | Sérvia                 | 55:38.6   |
| 31                | Gustavo Gutiérrez    | Peru                   | 55:46.6   |
| 32                | Sam Sheppard         | Austrália              | 55:53.6   |
| 33                | Wilder Carreño       | Venezuela              | 56:04.3   |
| 34                | Shai Toledano        | Israel                 | 56:06.0   |
| 35                | Yang Jintong         | China                  | 56:07.6   |
| 36                | Fernando Betanzos    | México                 | 58:25.7   |
| 37                | Lang Yuanpeng        | China                  | 59:42.8   |
| 38                | Kenessary Kenenbayev | Cazaquistão            | 59:47.0   |
| 39                | Christian Tirado     | México                 | 59:47.8   |
| 40                | Walter Caballero     | Bolívia                | 59:50.8   |
| 41                | Ávila Emilio         | Guatemala              | 1:00:31.2 |
| 42                | Timur Abzhanov       | Cazaquistão            | 1:01:54.2 |
| 43                | Kwan Ho Yin          | Hong Kong              | 1:02:42.7 |
| 44                | Cristofer Lanuza     | Costa Rica             | 1:02:49.1 |
| 45                | Marek Pavúk          | Eslováquia             | 1:02:49.4 |
| 46                | Tse Tsz Fung         | Hong Kong              | 1:03:10.3 |
| 47                | Abdulla Al-Balooshi  | Emirados Árabes Unidos | 1:09:39.3 |
| 48                | Amgad Elssaflawe     | Sudão                  | OTL       |
| 48                | Ahmed Adam           | Sudão                  | OTL       |
| 50                | Héctor Ruiz          | Espanha                | DNS       |
| 50                | Ivan Šitić           | Croácia                | DNS       |
| 50                | Ricky Anggawijaya    | Indonésia              | DNS       |

Legenda
| Recorde mundial       | Recorde mundial (World record)               |                       | Recorde africano                      | Recorde africano (African) |                                           | Q | Classificado por posição (Qualified) |
| Recorde do campeonato | Recorde do campeonato (Championship record)  | Recorde da América    | Recorde da América (Americas)         | q                          | Classificado por melhor tempo (Qualified) |   |                                      |
| Melhor marca do ano   | Melhor marca do ano (World leading)          | Recorde asiático      | Recorde asiático (Asian)              | DNS                        | Não largou (Did not start)                |   |                                      |
| Recorde nacional      | Recorde nacional (National record)           | Recorde europeu       | Recorde europeu (European)            | DNF                        | Não terminou (Did not finish)             |   |                                      |
| Recorde pessoal       | Recorde pessoal do atleta (Personal best)    | Recorde da Oceania    | Recorde da Oceania (Oceania)          | DSQ / DQ                   | Desclassificado (Disqualified)            |   |                                      |
| Recorde da temporada  | Recorde da temporada do atleta (Season best) | Recorde sul-americano | Recorde sul-americano (South America) | NM                         | Sem marca (No mark)                       |   |                                      |